# Erysimum linifolium
Erysimum linifolium là một loài thực vật có hoa trong họ Cải. Loài này được (Pers.) J.Gay mô tả khoa học đầu tiên năm 1842.